# Pseudhapalopus aculeatus
Pseudhapalopus aculeatus é uma espécie de aranha pertencente à família Theraphosidae (tarântulas).